# NN Investment Partners
NN Investment Partners (wcześniej ING Investment Management) – to spółka zarządzająca aktywami z siedzibą w Holandii. Spółka 11 kwietnia 2022 stała się częścią Goldman Sachs Group Inc., wcześniej należała do grupy kapitałowej NN Group N.V., spółki publicznej notowanej na amsterdamskiej giełdzie Euronext. Wartość aktywów w zarządzaniu całej grupy NN Investment Partners to około 260 mld EUR. Zatrudnia ponad 1000 pracowników w 15 krajach w Europie, Ameryce, Azji oraz na Bliskim Wschodzie.

## Historia
- 1845 – w holenderskim miasteczku Zutphen dwóch kuzynów, Christiaan Marianus Henny i Gerrit Jan Dercksen zakłada firmę De Nederlanden van 1845, która ubezpiecza, a także pomaga zapobiegać zdarzeniom losowym.
- 1963 – w wyniku fuzji Nationale Levensverzekering-Bank i De Nederlanden van 1845 powstaje Nationale-Nederlanden.
- 1991 – Nationale-Nederlanden i NMB Postbank łączą się, tworząc Grupę ING.
- 2011 – wydzielenie z Grupy ING działalności ubezpieczeniowej i inwestycyjnej.
- 2013 – wprowadzenie na rynek marki NN.
- 2014 – 1 marca ING Insurance staje się NN Group. Od lipca Grupa NN jest notowana na giełdzie Euronext Amsterdam w Amsterdamie.
- 2015 – 21 lipca ING TFI zmienia nazwę na NN Investment Partners TFI S.A.

## NN Investment Partners w Polsce
NN Investment Partners Towarzystwo Funduszy Inwestycyjnych S.A. to towarzystwo funduszy inwestycyjnych prowadzące fundusze inwestycyjne w Polsce, część międzynarodowej Grupy NN. Towarzystwo działa w Polsce od 1997 r.
Do 21 lipca 2015 r. Towarzystwo działało pod nazwą ING TFI.
NN Investment Partners TFI to czwarte co do wielkości TFI na polskim rynku kapitałowym. Obsługuje ponad 450 tysięcy klientów, oferując im fundusze inwestycyjne, portfele asset management oraz produkty emerytalne – Indywidualne Konta Emerytalne (IKE) oraz Indywidualne Konta Zabezpieczenia Emerytalnego (IKZE). Zarządza aktywami o wartości ponad 18 mld zł. Współpracuje z jednym z największych banków w Polsce – ING Bankiem Śląskim SA, który pełni rolę depozytariusza funduszy.

### Zarząd NN Investment Partners TFI[6]
- Małgorzata Barska – Prezes Zarządu
- Leszek Jedlecki – Wiceprezes Zarządu
- Robert Bohynik – Członek Zarządu
- Dariusz Korona – Członek Zarządu
- Łukasz Adaś – Członek Zarządu

Rada Nadzorcza NN Investment Partners TFI
- Hendrik Brink – przewodniczący Rady Nadzorczej NN Investment Partners TFI S.A.
- Herman Zoetmulder – wicerzewodniczący Rady Nadzorczej NN Investment Partners TFI S.A.
- Marice M. E. Thewessen – członek Rady Nadzorczej NN Investment Partners TFI S.A.
- Piotr Linke – niezależny członek Rady Nadzorczej NN Investment Partners TFI S.A.
- Justyna Bójko – niezależny członek Rady Nadzorczej NN Investment Partners TFI S.A.

### Zarządzający funduszami
- Robert Bohynik, CFA - Dyrektor Inwestycyjny Członek Zarządu NN Investment Partners TFI S.A
- Bartłomiej Chyłek, CFA, CAIA - Licencjonowany Doradca Inwestycyjny (licencja nr 245), Dyrektor Zespołu Analiz
- Wojciech Górny - Licencjonowany Doradca Inwestycyjny (licencja nr 283), Dyrektor Zespołu Zarządzania Papierami Dłużnymi
- Marcin Szortyka - Dyrektor Zespołu Zarządzania Instrumentami Udziałowymi
- Tomasz Rabęda - Starszy zarządzający ds. instrumentów dłużnych
- Michał Witkowski - Zarządzający Funduszami
- Krzysztof Prus - Zarządzający Funduszami Dłużnymi
- Radosław Sosna - Licencjonowany Makler Papierów Wartościowych (licencja nr 2367) Zarządzający Funduszami
- Joanna Ałasa, CFA - Licencjonowany Doradca Inwestycyjny (licencja nr 281), Analityk Akcji
- Oliwer Prandecki, CFA - Starszy Analityk Akcji
- Jan Kruk, CFA - Analityk Akcji
- Michał Barabasz - Trader
- Michał Olber - Licencjonowany Makler Papierów Wartościowych (licencja nr 2064) Trader
- Patryk Olszanowski - Analityk

### Fundusze
Towarzystwo oferuje subfundusze w kilku głównych kategoriach:
Akcyjne:
- NN Akcji [NN Parasol FIO]
- NN Polski Odpowiedzialnego Inwestowania (dawniej NN Akcji Środkowoeuropejskich)[NN Parasol FIO]
- NN Średnich i Małych Spółek [NN Parasol FIO]
- NN (L) Globalny Odpowiedzialnego Inwestowania [NN SFIO]
- NN (L) Europejski Spółek Dywidendowych [NN SFIO]
- NN (L) Globalny Spółek Dywidendowych [NN SFIO]
- NN (L) Japonia [NN SFIO]
- NN (L) Nowej Azji [NN SFIO]
- NN (L) Spółek Dywidendowych Rynków Wschodzących [NN SFIO]
- NN (L) Spółek Dywidendowych USA [NN SFIO]

Krótkoterminowe dłużne:
- NN Konserwatywny (dawniej NN Gotówkowy)[NN Parasol FIO]
- NN Krótkoterminowych Obligacji (dawniej NN Lokacyjny Plus) [NN Parasol FIO]
- NN (L) Konserwatywny Plus (dawniej NN (L) Depozytowy) [NN SFIO]
- NN (L) Krótkoterminowych Obligacji Plus (dawniej NN (L) Lokacyjny Aktywny) [NN SFIO]

Mieszane:
- NN Stabilnego Wzrostu [NN Parasol FIO]
- NN Zrównoważony [NN Parasol FIO]
- NN (L) Dynamiczny Globalnej Alokacji [NN SFIO]
- NN (L) Stabilny Globalnej Alokacji [NN SFIO]
- NN (L) Stabilny Globalnej Alokacji EUR [NN SFIO]

Obligacji:
- NN Obligacji [NN Parasol FIO]
- NN (L) Globalny Długu Korporacyjnego [NN SFIO]
- NN (L) Obligacji Rynków Wschodzących (Waluta Lokalna) [NN SFIO]

Cyklu życia:
- NN Perspektywa 2020
- NN Perspektywa 2025
- NN Perspektywa 2030
- NN Perspektywa 2035
- NN Perspektywa 2040
- NN Perspektywa 2045
- NN Perspektywa 2050
- NN Perspektywa 2055

Zarządza również środkami partnerów w ramach Pracowniczych Programów Emerytalnych oraz Pracowniczych Programów Inwestycyjnych. Do klientów należą m.in. ING Bank Śląski, Nestlé, Krajowa Spółka Cukrowa, L’Oréal Polska, Mondelez, PGE, PGNiG, Europol Gaz, Can-Pack.